# Église Saint-Étienne de Marsac
Pour les articles homonymes, voir Église Saint-Étienne et Saint-Étienne (homonymie).
L'église Saint-Étienne est une église catholique située à Laugnac, en France.

## Localisation
L'église est située dans le département français de Lot-et-Garonne, au lieu-dit Marsac, sur le territoire de la commune de Laugnac.

## Historique
L'église est une ancienne chapelle romane d'un prieuré bénédictin dépendant de l'abbaye de Clairac. Elle se termine par une abside ronde. Elle devait comporter un clocher sur la croisée du transept.
Elle est en partie détruite pendant les Guerres de religion. 
Le prieuré est acquis par François de Montpezat en 1579, puis uni au collège d'Agen en 1714 et  de Saint-Jean, en 1729, au chapitre du Latran.
Elle est remaniée au XVIIe siècle. Une petite porte latérale est datée de 1620.  
Le clocher-mur a été construit au XVIIIe siècle.
Des restaurations sont effectuées en 1868 par l'entrepreneur Labenne. La sacristie au su -est construite vers 1880 par l'architecte départemental T. Teulère. Le clocher s'est partiellement écroulé en 1886.
L'édifice est inscrit au titre des monuments historiques en 1951 et 1995,.